# Medilla
Medilla är en administrativ by i Sri Lanka.   Den ligger i provinsen Southern Province, i den södra delen av landet, 150 km sydost om huvudstaden Colombo.